# Buzica
Buzica (Hongaars: Buzita) is een Slowaakse gemeente in de regio Košice, en maakt deel uit van het district Košice-okolie.
Buzica telt 1.192 inwoners.
De gemeente is onderdeel van de Hongaarstalige streek langs de grens en kende in 2011 in totaal 1195 inwoners; 628 Hongaren en 425 Slowaken.